# Burgruine Kronsegg
Die Burgruine Kronsegg liegt im Ortsteil Kronsegg der Katastralgemeinde Schiltern in der Gemeinde Langenlois in Niederösterreich. Die Burgruine, die sich auf steilem Felsrücken über dem Loistal am Rande des Gföhler Waldes erhebt, steht unter Denkmalschutz.

## Name
Der Burgname Kronsegg ist zusammengesetzt aus dem mittelhochdeutschen „kranz“ und „ekk“. Kranz bedeutete in der mittelalterlichen ritterlichen Ausdrucksweise im Sinne des Besten und Schönsten und ekk wie Schneide oder Bergrücken an der Burgstelle, hat also sinngemäß dieselbe Bedeutung wie Schönberg.

## Geschichte
Kronsegg wurde als „Chranzek“ um 1250 erstmals als Passauer Besitz erwähnt. Gegen Ende des 12. Jahrhunderts oder spätestens zu Beginn des 13. Jahrhunderts dürfte die Burg vermutlich von den Herren von Maissau erbaut worden sein. Anfang des 14. Jahrhunderts war Kronsegg ein Lehen der Kuenringer, deren Gefolgsmann Arnold der Praunsdorfer hier 1309 ansässig war. 1354 ging der Lehensbesitz durch Kauf von Ulrich dem Neidegger auf Eberhard V. von Walsee über, der einen großzügigen Neubau unter Einbeziehung älterer Bauteile vorgenommen haben dürfte.
Gemeinsam mit den anderen Besitzungen der Linie Kuenring-Seefeld kam Kronsegg im späteren 14. Jahrhundert als Heiratsgut an die Markgrafen von Brandenburg-Hohenzollern und stellte damit bis 1783 eine ausländische Enklave im Hoheitsgebiet der Habsburger dar. 1381 belehnte Friedrich V. von Brandenburg Heinrich von Zelking mit der Herrschaft, ab 1389 war die Familie Schad von Lengenfeld Lehensnehmer und im 15. und 16. Jahrhundert wechselten die Burgherren häufig. Kronsegg, das damals bereits mit Schiltern verbunden war, kam 1569 an die Familie Leisser.
Während des Dreißigjährigen Krieges wurde die Burg von den Böhmen 1619/20 schwer beschädigt. Um 1629 ließ Christoph Leisser den Wehrbau schlossartig ausbauen. Der in schwedischen Diensten stehende Abenteurer Heinrich Konrad Schreyer setzte sich in der Burg fest, zerstörte sie 1645 und verwüstete von hier aus mit seinen 150 Reitern auch nach dem Abzug der Schweden die Umgebung. Nach einiger Zeit wechselte er aber die Fronten und trat in kaiserliche Dienste.
Als die Freiherren von Geymann 1663 mit Schiltern-Kronsegg belehnt wurden, setzten sie die Burg wieder instand. Karl Freiherr von Hackelberg, der ab 1679 Herrschaftsinhaber war, führte zwar Ausbesserungsarbeiten durch, verließ aber das unwohnliche Kronsegg, zog nach Schloss Schiltern und überließ die Burg dem Verfall. 1717 wurde Kronsegg dreizehn Ortschaften der Umgebung als Fluchtort im Fall einer Gefahr zugewiesen, was darauf schließen lässt, dass die Wehreinrichtungen noch längere Zeit intakt geblieben waren.
Im 18. Jahrhundert kam es wieder zu einem häufigen Besitzwechsel. Der Friede von Teschen von 1779 führte dazu, dass sämtliche Lehensrechte der Brandenburger in Österreich an die Habsburger übertragen wurden, womit Kronsegg landesfürstlich wurde. 1856 gelang es Karl Wolfgang Graf Aichelburg, der Schiltern-Kronsegg durch Heirat erhalten hatte, die Herrschaft als Eigentum zu erhalten.
Die Stadtgemeinde Langenlois, in deren Besitz sich die Ruine bis heute befindet, kaufte 1928 Kronsegg, nachdem das letzte Mitglied der Linie der Familie Aichelburg verstorben war. Zwischen 1988 und 1994 wurde die Ruine gesichert, restauriert und zur freien Besichtigung jeweils von Ostern bis Ende Oktober freigegeben.

## Baubeschreibung
Die wesentlichen Bestandteile der Ruine sind der Torturm mit Kapelle, zwei Bergfriede, der Palas, einige Innenhöfe und der viergeschoßige Wohnturm. Die beiden Wehrtürme werden durch eingebaute Stiegenanlagen erschlossen und gewähren einen Ausblick über die bewaldeten Hügel und den Stausee Kronsegg.

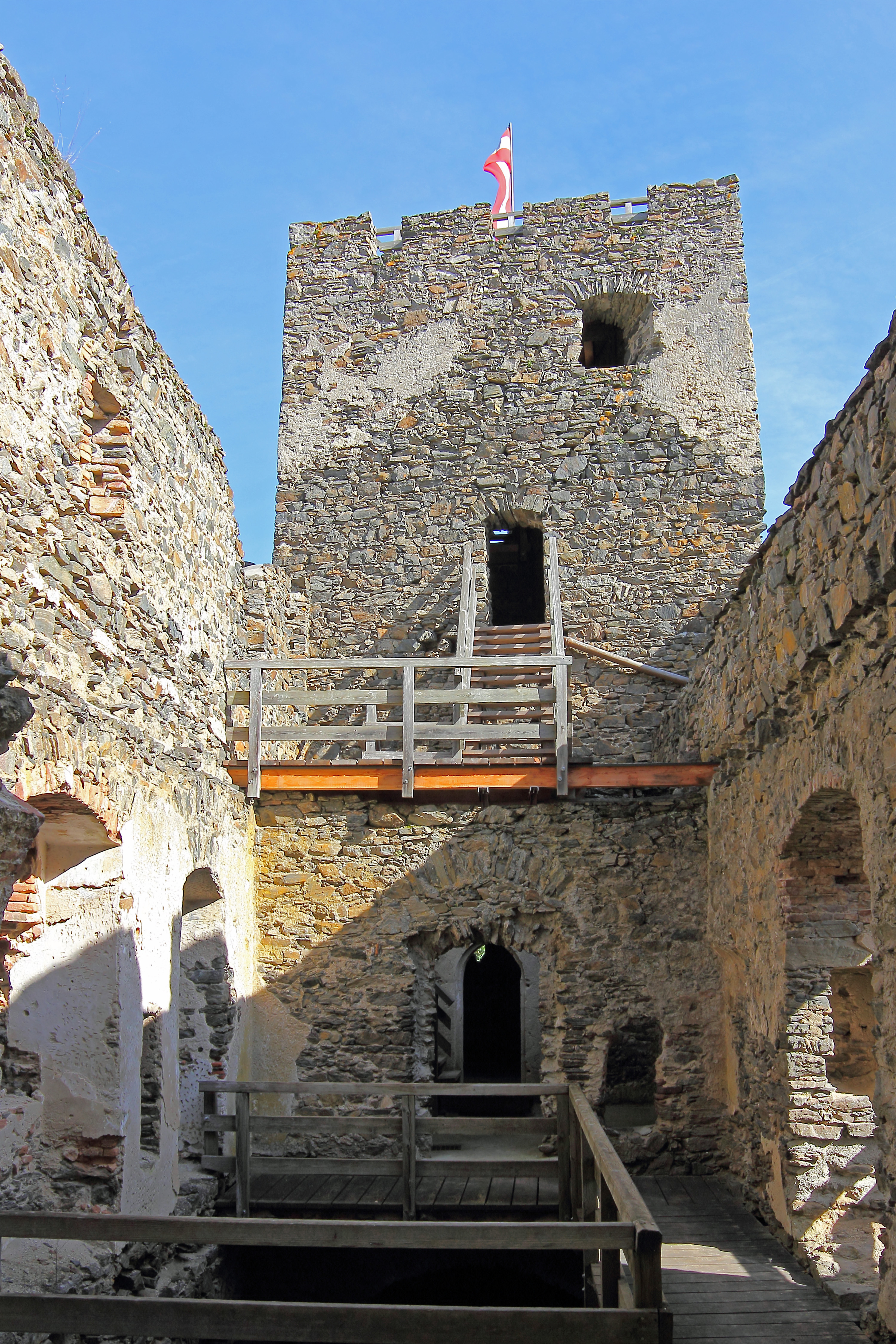
Der südliche Bergfried

Die Außenmauern der ehemaligen Burg umschließen ein Areal von 50 mal 16 m. An der gefährdeten Westseite wurde gegen Ende des Hochmittelalters ein tiefer Halsgraben aus dem Felsen geschrämt, der heute weitgehend aufgefüllt ist. Von hier aus wird das Innere der Anlage über das äußere Burgtor erschlossen, das ursprünglich mit einer Zugbrücke versehen war. An die Ringmauer schließt im Süden der heute in Privatbesitz befindliche und bewohnte ehemalige Meierhof an.
Als Abschnittsburg hat Kronsegg mehrere hintereinander angelegte Höfe, die jeweils durch Tore gesichert waren. Eine äußere Zinnenmauer, an der Ansätze eines Wehrganges erhalten sind, begrenzt die ersten drei zwingerartigen Vorhöfe. In diesem Bereich waren einst Stallungen und Gesindewohnhäuser, von denen nichts erhalten ist.
Der Eingang zur Hauptburg, deren Zentrum der quergestellte viergeschoßige Wohnturm aus dem 15. Jahrhundert mit einem Grundriss von 15 mal 8 m ist, befindet sich an der Ostseite. Die Zwischendecken des Wohnturms sind nicht mehr erhalten, nur noch deren Balkenlöcher sind zu erkennen. In den starken Außenmauern sind trichterförmige Sitznischen mit gemauerten Bänken und die Türen haben teils qualitätvolle Hausteinumrahmungen. Erkennbar sind des Weiteren Reste eines Aborterkers und eines großen Kamins.

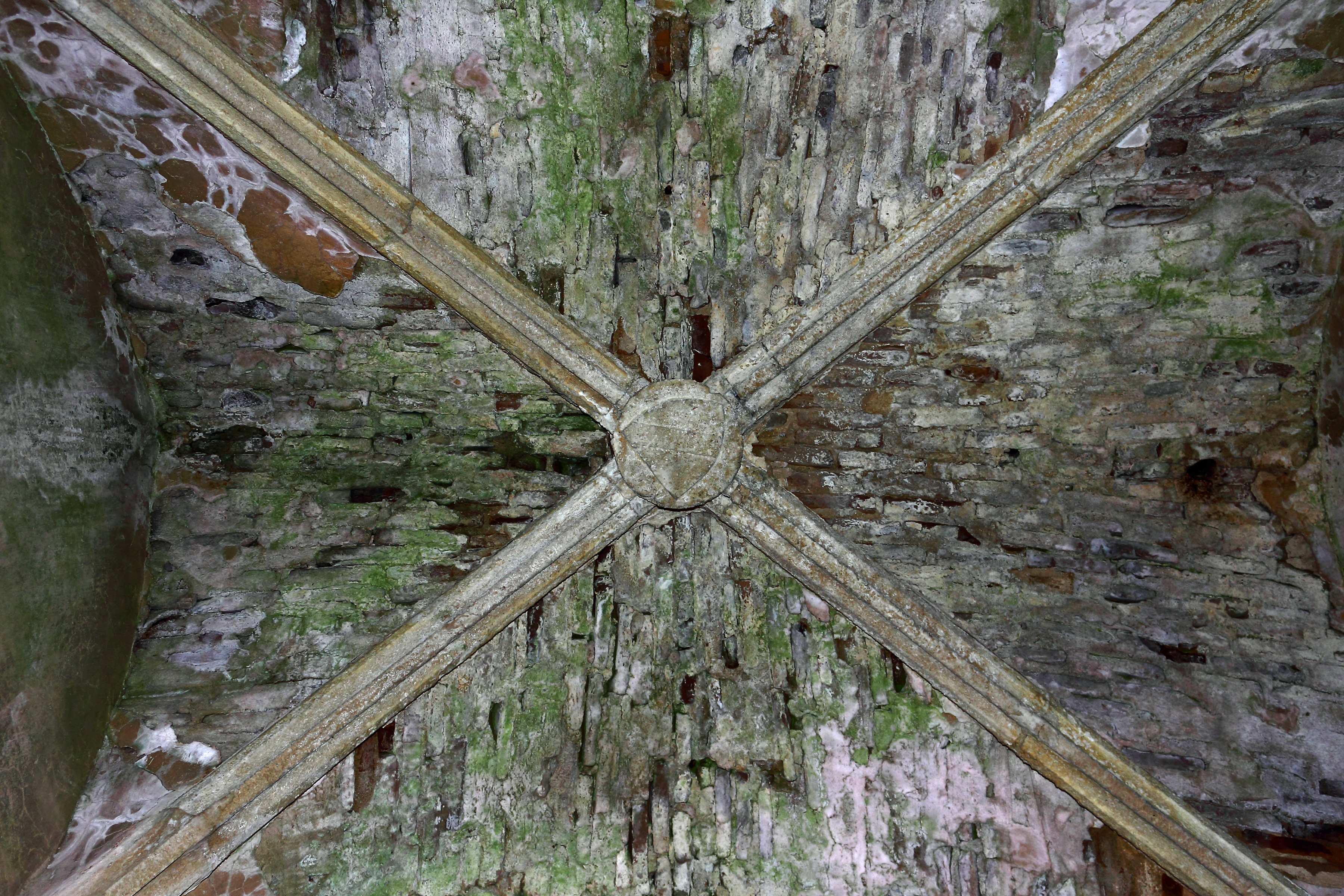
Kreuzrippengewölbe und Schlussstein der Kapelle

Der südliche der beiden quadratischen Bergfriede aus dem 13. Jahrhundert sicherte das benachbarte Tor und hat im ersten Stock eine zweigeschoßige gotische Burgkapelle, die 1429 erstmals erwähnt wurde. Das Erdgeschoß war für das Gesinde bestimmt, während das Obergeschoß der Herrschaft vorbehalten war. Die kreuzgratgewölbte Decke hat einen reliefierten, stark verwitterten Schlussstein mit einem Wappen der Familie Schad von Lengenfeld. An der Südwand auf einem feinkörnigen Granitwerkstein die sehr stark beschädigte Halbfigur eines Schmerzensmannes, darunter das Vollwappen der Schad. Der Rest des Altars liegt unterhalb des östlichen von zwei kleinen Spitzbogenfenstern. Von den Wandmalereien vom Ende des 14. Jahrhunderts ist fast nichts mehr erhalten. Die Tür der Kapelle ist mit einem flachen Kleeblattbogen aus Haustein versehen. Der im Westen liegende zweite Bergfried ist mit einer Seitenlänge von 8 m und über zwei Meter starken Mauern deutlich mächtiger als der Turm beim Tor. Er war durch ein Spitzbogenportal und über einen Gang im ersten Obergeschoß mit dem Palas verbunden.
Sowohl im ersten, als auch im zweiten inneren Burghof befand sich eine Zisterne und es sind Reste von Küchenbauten zu erkennen, wobei im zweiten Hof ein pyramidenförmiger Rauchabzug erhalten ist.

## Uhubruten an der Burgruine
In den Jahren von 1998 bis 2000 brüteten Uhus erfolgreich in einer nicht einsehbaren Fenstervertiefung über einem Touristenweg.